# 第4航空隊 (德國國防軍)
第4航空隊（德语：Luftflotte 4）為第二次世界大戰中德國空軍的部隊。

## 歷史
航空隊為當時德國空軍最大規模的編制，直接受空軍最高司令部（OKL）的指揮。1939年3月18日第4航空隊創立於維也納，防區為德國南東部。
本部隊在波蘭戰役爆發時與第1航空隊一同作為主力投入戰場，之後就持續駐紮於東線並在德蘇戰爭中參與其南部的戰鬥。
本部隊隨著德軍在東線的後退於1945年改駐至奧地利，是當時德國本國防空部隊以外少數仍保有戰鬥機戰力的部隊，並於同年4月21日編入第6航空隊。